# Entreprise fédérale
En droit canadien, une entreprise fédérale est une entreprise principalement assujettie aux compétences des lois du Parlement du Canada plutôt qu'aux lois d'une province en raison du régime de partage des compétences prévu dans la Loi constitutionnelle de 1867. 

## Droit du travail
En droit du travail, les entreprises fédérales sont définies de manière plus précise à l'article 2 du Code canadien du travail.

« Les installations, ouvrages, entreprises ou secteurs d’activité qui relèvent de la compétence législative du Parlement, notamment :
a) ceux qui se rapportent à la navigation et aux transports par eau, entre autres à ce qui touche l’exploitation de navires et le transport par navire partout au Canada;
b) les installations ou ouvrages, entre autres, chemins de fer, canaux ou liaisons télégraphiques, reliant une province à une ou plusieurs autres, ou débordant les limites d’une province, et les entreprises correspondantes;
c) les lignes de transport par bateaux à vapeur ou autres navires, reliant une province à une ou plusieurs autres, ou débordant les limites d’une province;
d) les passages par eaux entre deux provinces ou entre une province et un pays étranger;
e) les aéroports, aéronefs ou lignes de transport aérien;
f) les stations de radiodiffusion;
g) les banques et les banques étrangères autorisées, au sens de l’article 2 de la Loi sur les banques;
h) les ouvrages ou entreprises qui, bien qu’entièrement situés dans une province, sont, avant ou après leur réalisation, déclarés par le Parlement être à l’avantage général du Canada ou de plusieurs provinces;
i) les installations, ouvrages, entreprises ou secteurs d’activité ne ressortissant pas au pouvoir législatif exclusif des législatures provinciales;
j) les entreprises auxquelles les lois fédérales, au sens de l’article 2 de la Loi sur les océans, s’appliquent en vertu de l’article 20 de cette loi et des règlements d’application de l’alinéa 26(1)k) de la même loi. (federal work, undertaking or business) »

Le Code canadien du travail ne s'applique qu'aux entreprises fédérales et aux sociétés d'État fédérales. On a pu le constater lors de la première célébration de la Journée nationale de la vérité et de la réconciliation (2021), où plusieurs provinces n'avaient pas adopté de lois reconnaissant ce jour férié fédéral, de sorte que seuls les travailleurs fédéraux et les travailleurs d'entreprises fédérales avaient le droit à un congé ce jour-là.
Par une compétence fédérale dérivée, une société provinciale peut devenir intimement intégrée à une société fédérale, de  telle sorte qu'elle sera régie par les lois fédérales plutôt que provinciales.
Dans la jurisprudence, l'article 32 de la Loi sur les accidents du travail et les maladies professionnelles a été jugé inapplicable aux entreprises fédérales. En revanche, la Loi favorisant le développement et la reconnaissance des compétences de la main-d’œuvre a été jugée applicable aux entreprises fédérales car la loi porte en réalité sur l'éducation ; d'autre part, l'article 2097 du Code civil du Québec s'applique aux entreprises fédérales car il ne représente aucune entrave à un élément vital des activités de l'entreprise.

## Droit constitutionnel
La liste du Code canadien du travail résulte à la fois de l'énumération des catégories d'entreprise présentes à l'article 91 L.C. 1867 , y compris celles dérivées par une lecture a contrario de ses dispositions et de ses paragraphes d'introduction et de conclusion, de certaines exceptions prévues à l'art. 92 L.C. 1867  et de certains types d'entreprise déduits par la jurisprudence telles que les sociétés de télécommunications et les aéroports.
Plusieurs litiges importants en droit constitutionnel concernent la notion d'entreprise fédérale, car en raison de la doctrine de l'exclusivité des compétences, des entreprises fédérales peuvent à l'occasion vouloir être soustraites de lois provinciales. À titre d'exemple, l'arrêt Bell Canada c. Québec (Commission de la santé et de la sécurité du travail) concerne une situation où la société de télécommunications Bell Canada a voulu être soustraite de la Loi sur la santé et la sécurité du travail. Dans cette décision, le juge Jean Beetz affirme que dès qu’une loi provinciale porte sur les relations ou les conditions de travail, elle ne peut s’appliquer à une entreprise fédérale car une telle loi vise un aspect essentiel de la gestion d'une entreprise.
Dans l'arrêt Banque canadienne de l'Ouest c. Alberta, la Cour suprême est revenue sur les critères de l'arrêt Bell Canada pour qu'une loi provinciale soit inapplicable à une entreprise. Elle rend le critère plus sévère car il ne suffit plus que la loi provinciale touche à l'activité de l'entreprise fédérale, il faut qu'elle entrave celle-ci. Dans l'exercice de qualification de la compétence fédérale ou provinciale, les tribunaux vont déterminer l'objet véritable  et le caractère dominant de l'activité (voir théorie de l'aspect).
D'après l'arrêt Tessier Ltée c. Québec (Commission de la santé et de la sécurité du  travail), en vertu du paragraphe 92 (1) l’activité sera de compétence fédérale uniquement si elle est interprovinciale ou transfrontalière. Dans cette affaire, une société de location de grues plaidait qu'en raison du fait qu'une petite partie de ses activités concernait le débardage, la loi provinciale ne lui était pas applicable en raison de la compétence fédérale en matière de transport maritime (art. 92 (10) L.C. 1867). Or, en vertu de cette disposition, les activités de transport maritime ne sont fédérales que si elles sont interprovinciales ou transfrontalières, ce qui n'est pas le cas du débardage. De plus, le débardage n'est pas une activité pleinement intégrée aux activités des sociétés de transport maritime. Donc même au sein d'entreprises fédérales comme les sociétés portuaires, il peut y avoir des secteurs d'activité qui sont assujettis au droit provincial en matière de travail quand les activités de ceux-ci sont de nature essentiellement locale.
Dans l'arrêt Winner v. SMT (Eastern) Ltd du Comité judiciaire du Conseil privé du Royaume-Uni, une entreprise d'autobus effectue des circuits réguliers entre le Nouveau-Brunswick et la Nouvelle-Écosse. Certains circuits vont vers les États-Unis, mais la majorité de l'activité est inter-provinciale. Or, puisque cette entreprise est indivisible, le pourcentage d'activité qui relève directement du législateur fédéral n'est pas pertinente, c'est plutôt la régularité du transport interprovincial qui est importante pour déterminer qu'il s'agit d'une entreprise fédérale.

## Notion à distinguer
À ne pas confondre avec société sous régime fédéral, une société constituée en vertu de la Loi canadienne sur les sociétés par actions , qui peut exercer partout au Canada en autant qu'elle s'immatricule dans la ou les provinces où elle exerce ses activités.